# Alfredo Martos Gómez
Alfredo Martos Gómez (Martos, 7 de octubre de 1878-Linares, 7 de noviembre de 1951), fue un músico y compositor español de finales del siglo xix y principios del xx. Como músico fue director de la banda municipal de Linares y de la escuela municipal de música de esa misma ciudad. Dirigió la Estudiantina-Rondalla 'El fígaro linarense'. En su faceta de compositor, compuso varias zarzuelas, pasodobles y marchas fúnebres. Entre sus obras se encuentran las zarzuelas «Amor de gigante», «Flores y espinas», «El gran artista» y los pasodobles «El sentir de mi tierra» o «Andalucía».

## Biografía
Alfredo Martos Gómez nació el 7 de octubre de 1878 en la localidad jiennense de Martos. En su partida de bautismo figura con los nombres de "Alfredo Marcos César". Su padre, Antonio Martos Gálvez, era empleado de Correos y natural de Úbeda y su madre, Dolores Gómez Pérez, era natural de la localidad de Arquillos. Comenzó su formación musical muy joven teniendo como maestro a Emilio Gurpeguique. Con nueve años ingresa en la banda municipal de Jaén, que en aquel periodo dirigía Manuel Romero Durán, de cornetín y al año siguiente (1888) pasa a la banda del Batallón de Cazadores de Cataluña n.º 1.
Estudia piano, armonía y composición bajo el mecenazgo de Juan Antonio Gómez Navarro, maestro de capilla de la Catedral de Córdoba.
En 1900 funda y dirige la banda municipal de Linares y la estudiantina-rondalla El fígaro linarense. En Valdepeñas, donde había fijado su residencia, crea la banda infantil.
En 1911 se vuelve a trasladar a Linares haciéndose cargo de la banda municipal por encargo del alcalde José Yanguas Jiménez.
Muere en esa ciudad el 7 de noviembre de 1951.
En el año 1994 se funda la Agrupación Cultural y Musical 'Maestro Alfredo Martos' en Linares, la cual actualmente es una de las tres bandas oficiales del Ayuntamiento de Linares. Esta banda lleva su nombre a todos los sitios en los que actúa, además de celebrar todos los años un concierto memorial del «Maestro» cerca de las fechas de aniversario de su muerte.

## Su obras
Alfredo Martos realizó una gran labor compositora. Compuso un buen número de pasodobles y marchas fúnebres y cuatro zarzuelas. a excepción de las zarzuelas no se conocen las fechas de las composiciones. Sus obras son:

### Zarzuelas
- Amor de gigante. Año 19?? con libreto de José Hidalgo Fernández.
- Espinas y Flores. Año 1910 con libreto de José Hidalgo Fernández.
- El gran artista. Año 1907 con libreto de José Hidalgo Fernández. Estrenada ese año en el Teatro Liceo de Madrid.
- El tipitipi. Año 1908 con libreto de José Hidalgo Fernández.
- La libertaria. Año 19?? con libreto de José Hidalgo Fernández.
- Voluntarios en Melilla. Año 19?? con libreto de José Hidalgo Fernández.
- Herminia. Año 19?? con libreto de José Hidalgo Fernández.
- La fiesta de la Yedra 19?? con libreto de José Hidalgo Fernández.

### Pasodobles
- Caireles. (Pasodoble taurino dedicado al gran Caireles)
- El Sentir de mi tierra.
- Pepito.
- El 17 de línea.
- En Marcha.
- Canto con el alma mía.
- Andresito.
- Raquel.
- Canciones Españolas.
- Flores Valencianas.
- Andalucía. (C.a. 1925)
- Mari Rosa.
- Juanito Soto.
- Juanito Marín.
- " Alvaradito " (1900)

### Marchas fúnebres
- Al pie de la Cruz. (dedicada a la Hermandad del Descendimiento de Linares)
- A la memoria de Verdi. (C.a. 1901) (dedicada a la memoria del maestro Giuseppe Verdi)
- Pobre mártir.(C.a. 1899) (interpretada en ese año por la banda municipal de Córdoba, España)
- A la memoria de Chapí. (C.a. 1909) (dedicada a la memoria del maestro Ruperto Chapí)
- La Humildad. (dedicada a la Hermandad de la Humildad de Linares)
- La Dolorosa. (C.a. 1925)
- El Descendimiento. (dedicada a la Hermandad del Descendimiento de Linares)
- Lágrimas.
- ¡Soledad!.
- El Rescate. (dedicada a la Hermandad del Rescate de Linares)
- Monte Arruit. (C.a. 1921) (dedicada a la memoria del Teniente Ochoa, militar natural de Linares caído en la batalla de Monte Arruit en 1921)
- El divino mártir.
- No te olvido.
- El Santo Entierro. (dedicada a la Hermandad del Santo Entierro de Cristo de Linares)
- Nazaret.

## Homenajes
A Alfredo Martos se le hicieron varios homenajes en vida. El 1 de junio de 1926 un gran homenaje consistente en un concierto en el Gran Teatro de Linares y el 24 de diciembre de 1950 en el Teatro San Ildefonso de Linares un concierto homenaje de la banda municipal de la ciudad con motivo de su jubilación.